# Psalm 86
Der 86. Psalm (nach griechischer Zählung der 85.) ist ein Psalm Davids und ist der Reihe der „Klagelieder eines Einzelnen“ zuzuordnen. 

## Gliederung
Eine mögliche Unterteilung des Psalms sieht folgendermaßen aus:
1. Vers 1–13: Teil 1. Dieser besteht aus:
  1. Vers 1b: Kurze Klage
  2. Vers 1–7 und 11a: Bitten
  3. Vers 8–10: hymnisches Motiv
  4. Vers 12f: Wunsch
2. Vers 14–17: Teil 2. Hier kommt der Gedanke an die Feinde neu hinzu. Der Teil besteht aus:
  1. Vers 14: Klage
  2. Vers 15: hymnisches Motiv
  3. Vers 16f: Bitten und Wünsche

## Liturgische Verwendung
- Im katholischen Stundengebet ist Psalm 86 Teil der Komplet (Nachtgebet) am Montag.